# Бахмейстер, Эрнст
Эрнст Бахмейстер (нем. Ernst Bacmeister, псевдоним: Феликс Монтанус; 12 ноября 1874, Билефельд — 11 марта 1971, Зинген) — немецкий писатель
, поэт и драматург.

## Жизнь
Сын издателя Иоганна Бахмайстера (1841 г.р.) и писательницы, живописца и учителя Люси Джулиан Мюллер (1843—1904 гг.). Вырос в большой семье, которой часто приходилось переезжать. Эрнст Бакмайстер учился в школах в Эйзенахе и Бернбурге и окончил среднюю школу в Эрфурте в 1893 году. Затем он изучал филологию в Лейпцигском университете при финансовой поддержке семейного фонда и получил там докторскую степень в 1896 году.
Затем он на несколько лет путешествовал по Европе. Временно работал репетитором. В это время выходят в свет его первые публикации. Его попытка по предложению Фридриха Ницше завершить его абилитацию в Мюнхенском университете и продолжить университетскую карьеру потерпела неудачу. В 1911 году был назначен драматургом в Рейниш-Вестфальский фолькстеатр в Эссене, директором которого был его брат Ганс Эрнст Август Бахмайстер (1872—1935). Спустя два года из-за нехватки средств театр прекратил существование, и Бахмейстер вернулся к своей семье, которая в то время жила в замке и усадьбе Марбаха на полуострове Хёри.
После назначения офицером Ландвера в Эльзасе во время Первой мировой войны, начиная с 1920 года, он опубликовал многочисленные очерки и эссе, которые стали основой постановок в различных театрах.
Во времена нацизма у Бахмейстера не было проблем с тем, чтобы продолжать публиковаться. Ведомство Розенберга рекомендовало его драму «Барбара Стоссин» 1922 года. В своем эссе 1938 года «Трагическая сцена как игровое поле для героического духа» (Die tragische Bühne als Spielfeld des heroischen Geistes) он пропагандистски поддержал нацистский миф о внутреннем самоосвобождении, создающий идентичность, как salto vitale. Менее чем через месяц после вторжения Германии в Польшу в ноябре 1939 года, в своей лекции «Трагедия без вины и искупления» Бахмайстер выступил за отмену личной трагедии, что было характерным топосом классического гуманистического идеализма, «чтобы освободить немцев от всяких угрызений совести в качестве меры предосторожности», которые они могли испытывать при начинавшейся войне. Мемуары Бахмейстера, опубликованные в 1939 году под названием «Рост и работа» (Wuchs und Werk), немецкий исследователь Эрнст Клее оценивал в 2007 году, как «псевдорелигиозную декларацию Гитлера».
Для Юлиуса Петерсена как ведущего национал-социалистического германиста и театрального деятеля «целенаправленная культурная политика Третьего рейха» с Эрнстом Бахмейстером и Эрвином Гвидо Колбенхейером произвела на свет лучших представителей новой поэзии.
После падения национал-социализма Бахмейстер обратился к описаниям природы и животных. Его новые произведения, как и переиздания старых — больше не читались. Он удерживал на плаву финансовое состояние семьи, продавая древесину из своего сада, а с 1950 года зарабатывая на продаже радиоэссе и отдельных драм. Тем не менее, в 1965 году он был удостоен городской литературной премии Билефельда за свою деятельность. Он умер 11 марта 1971 года в возрасте 97 лет и был похоронен на кладбище в Энингене.
Эрнст Бахмейстер был женат на художнице Мари Софи Эльсбет Боссельманн (1873—1960). Его сын Арно Бахмейстер, ботаник, погибший в Советском Союзе во время Второй мировой войны, был женат на Джудит Бриджит Финк, дочери доктора и писателя Людвига Финка. Они воспитывали дочь Хадамут Ульрике Бахмейстер.

## Награды
- 1930: Приз Bühnenvolksbund за драму: Махели против Моисея
- 1930: Пожертвование Немецкого фонда Шиллера
- 1940: Премия города Дюссельдорфа в области культуры
- 1942: Приз культуры отделения НСДАП в Гау Северной Вестфалии, присужденный гауляйтером и рейхсштатгальтером Рейха Альфредом Мейером[8]
- 1965: Городская литературная премия Билефельда
- 1969: Мемориальная доска от Общества Гумбольдта в качестве почетного подарка[9]

## Произведения
- Дочь Рейна. Драматическая полусказка, 1897 г.
- Количество равных. Трагедия, 1898 г.
- Примус. Школьная драма, 1903 год
- Внутренние полномочия. Четыре пьесы, 1922 год
- Барбара Стоссин , 1922 год.
- Проблемы преодолены. Очерки, 1923 год
- Арете. Трагедия. 1925 г.
- Опыт тишины, 1927 год
- Махели против Моисея. Трагедия, 1932 год
- Капитан Гейтебрюк. 1933 г.
- Император и его антихрист. Трагедия, 1934 г.
- Крещение императора Константина. Религиозная трагедия, 1937 год.
- Творческое мировоззрение. Очерки, 1938 год
- Рост и Растение. Форма моей жизни. 1939 г.
- Тесей. Трагедия, 1940 г.
- Трек. Собрание стихотворений, 1942 г.
- Немецкий тип трагедии. Драматургический фонд, 1943 г.
- Индийский император, 1944 год
- Интуиции. 1947 (полное собрание сочинений из семи пьес)
- Очерки. 1948 (полное собрание сочинений восьми очерков)
- Лионардо да Винчи. Трагедия, 1959 год
- Явная победа. Бревиарий, 1964 г. (совместно с Юлиусом Бахле),
- Возникновение трагедии Эндрю и Королева. 1984, (посмертно вместе с Дж. Бахле)